# Triphosa aberrans
Triphosa aberrans là một loài bướm đêm trong họ Geometridae.